# 库尔恰尔·克里斯蒂安
库尔恰尔·克里斯蒂安（匈牙利語：Kulcsár Krisztián，1971年6月28日—），匈牙利男子击剑运动员。他曾获得2007年世界击剑锦标赛男子重剑个人冠军。他也参加了1992年、1996年、2004年和2008年四届夏季奥运会，其中在1992年和2004年各收获一枚银牌。